# Elisabeth Dmitrieff

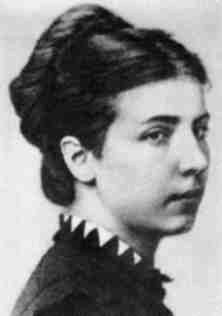
Elisabeth Dmitrieff (1871)

Elisabeth Dmitrieff (Pseudonym), wahrer Name Jelisaweta Lukinitschna Tomanowskaja, geborene Kuschelewa, (russisch Елизавета Дмитриева bzw. Елизавета Лукинична Томановская, geb. Кушелева; * 20. Oktoberjul. / 1. November 1851greg. im Dorf Wolok bei Toropez; † 1918 in Moskau) war eine russische Sozialistin und Feministin.

## Leben
Dmitrieff war die uneheliche Tochter des Grundherrn Luka Iwanowitsch Kuschelew und der Krankenschwester Natalja Troskewitsch. Sie interessierte sich für den Marxismus und die Ideen Nikolai Tschernyschewskis. Um eine höhere Bildung erwerben zu können, schloss sie eine Scheinehe mit Michail Nikolajewitsch Tomanowski und ging 1868 nach Genf. Dort wurde sie 1869 Mitglied der Russischen Sektion der Internationalen Arbeiterassoziation (IAA), an deren Gründung sie mitgewirkt hatte. Sie wurde im Dezember 1870 zur Klärung der Probleme in Genf nach London zu Karl Marx geschickt und wurde mit dessen Tochter Jenny Longuet vertraut.
Während des Deutsch-Französischen Kriegs wurde Dmitrieff von Karl Marx nach Paris geschickt, um die Ereignisse in der Pariser Kommune (18. März 1871 bis 28. Mai 1871) zu beobachten. Am 11. April 1871 organisierte sie zusammen mit Nathalie Lemel die Union des femmes pour la défense de Paris et les soins aux blessés. Sie beteiligte sich an der Arbeit der Kommission zur Organisation der Arbeitsverteilung für Arbeitslose und führte ein Frauenbataillon. Sie beteiligte sich an den Kämpfen am Ende der Kommune und wurde verwundet. Sie rettete Leó Frankel, mit dem sie zusammengearbeitet hatte, und versteckte sich mit ihm einige Wochen lang in Paris, bevor sie nach Genf entkam.
Im Oktober 1871 kehrte sie nach Russland zurück, wo sie mit ihren feministischen Ideen in den revolutionären Kreisen keine Freunde fand. Sie verliebte sich in den Verwalter des Landguts ihres Mannes Iwan Michailowitsch Dawydowski und bekam zwei Kinder nach dem Tod ihres Mannes 1873. In einem Massenprozess gegen Mitglieder einer kriminellen Vereinigung 1876 wurde Dawydowski wegen Betrugs und Mords zur Verbannung verurteilt, worauf Dmitrieff ihn heiratete und ihm 1878 in die Verbannung nach Sibirien folgte. Sie lebte mit der Familie zunächst in Nasarowo, ab 1881 in Jemeljanowo und von 1889 bis 1902 in Krasnojarsk, wo sie eine Süßwarenfabrik gründete und sich an der Erschließung von Kohlelagerstätten beteiligte. Nach der Amnestie 1905 kehrte Dmitrieff mit der Familie zurück nach Moskau.